# Cortijo de Miraflores
El Cortijo de Miraflores se encuentra en la barriada Pilar-Miraflores de Marbella (España), con entradas por las calles José Luis Morales y Marín y San Pedro Alcántara.

## Historia
En el año 1706, Tomás Francisco Domínguez y Godoy, construye una casa de campo en un cortijo llamado del Prado de San Francisco, sobre los restos de una antigua casa de labor, propiedad que formaba parte del Mayorazgo fundado por su abuelo Melchor Domínguez.
En dicho cortijo se construyó, además de las estancias propias para el alojamiento, un trapiche de azúcar, y, posteriormente, un molino de aceite.
La edificación sufre diversas modificaciones y ampliaciones a lo largo de los años, hasta que aproximadamente en la primera mitad del siglo XIX, Antonio Domínguez Alburquerque, dota al cortijo de la estructura que tiene actualmente. Es precisamente en estos años cuando comienza a conocerse el mismo con el nombre de Cortijo de Miraflores.
A la muerte de Tomás Domínguez Artola, acaecida el año 1886, el cortijo pasó a otras manos distintas a las de los Domínguez. A principios de los años cuarenta del siglo XX era propiedad de Juan Lavigne Gutiérrez, farmacéutico de Marbella, y la almazara dejará de molturar en 1959. Tras diversas vicisitudes pasa a ser propiedad del Ayuntamiento.

## Descripción
En el Cortijo de Miraflores nos encontramos con un magnífico jardín formado por muy diferentes, bonitas, exuberantes y exóticas especies botánicas.
En su interior se conservan una serie de elementos decorativos, probablemente procedentes de construcciones anteriores, como son los medallones o tondos, con santos. También un azulejo, contemporáneo en el que se ve a la Virgen del Pilar apareciéndose a Santiago.
En el exterior del edificio se conservan dos escudos, o piedras armeras, uno de ellos representa a la Orden Franciscana, y el otro es el escudo de armas de los Domínguez.
Por último, y formando parte de la estructura del edificio, nos encontramos con una armadura mudéjar, que nos recuerda a la que se conserva en la sala Capitular del Ayuntamiento.
Tras su rehabilitación, se ha transformado en el Centro Cultural Cortijo Miraflores, que de manera continua acoge exposiciones temporales de todo tipo, ciclos de conferencias, proyecciones, recitales, etc. También se encuentran en el mismo el Archivo Histórico Municipal, y una almazara del siglo XIX, compuesta por un molino, una termobatidora y dos prensas hidráulicas.